# Football Club oloronais
Maillots
Actualités
Dernière mise à jour : 3 décembre 2012.
Le Football Club oloronais, est un club français de rugby à XV basé à Oloron-Sainte-Marie, sous-préfecture des Pyrénées-Atlantiques et capitale historique du Haut-Béarn. Il est surnommé FCO, prononcé « fé-cé-o », car en béarnais, ou en gascon/occitan la lettre « F » ne se prononce pas « effe » comme en français mais souvent « fé ».
Le club évolue actuellement en Championnat de France de rugby à XV de 1re division fédérale 2024-2025. Le Football club oloronais a longtemps évolué au plus haut niveau, lorsque le rugby était encore un sport amateur.
Le club est présidé par Philippe Bordatto, Jean-Marc Sallaberry et Jean-Claude Bordenave et entrainé par Jean-Marc Tauzin et Mikaël Drouard depuis la saison 2025-2026.

## Histoire

### Les débuts
Le rugby à XV arrive à Oloron en 1903. Trois jeunes oloronais, issus des trois quartiers de la cité, choisissent le rugby, « nouveau sport de ballon, qui fait fureur dans la région » (la Section paloise vient d’être créée en 1902). Il s’agit du président Joseph Vignau, 27 ans, de Sainte-Croix (futur conseiller général et maire d’Oloron), du secrétaire Louis Laffore 25 ans de Sainte-Marie, et du trésorier Alexandre Mavelet, 26 ans, de Notre-Dame.
Jusqu'alors, les Béarnais jouent aux quilles de 9, et les Souletins à la pelote basque, et l'on pratiquait la manille au Café Faulaih. Mais des jeunes gens, soit au Lycée de Pau, soit dans les villes universitaires, avaient attrapé le virus rugby. Avant cette date, le sport était pratiqué par les patronages de la ville qui disputaient des compétitions de quartier.
Les premières rencontre eurent lieu dans le terrain vague compris entre la place de la gare et le pont du chemin de fer, terrain appartenant à M. Sarrazanas. Le FCO voit officiellement le jour vers la fin de saison 1908, avec à sa tête Pierre Barraban. Le FC Oloron est officiellement fondé et s'affilie à la FFR le 12 décembre 1908 par Paul Loubière, et la déclaration d'association est déposée en préfecture le 3 mars 1909,.
Les premières parties sont disputées contre les Coquelicots du Lycée de Pau, le Stade Palois (équipe du 18e RI, basé à Pau depuis 1871) et la Section Paloise (créée en 1902).
Les deux clubs de rugby de la ville fusionnent en 1912, et permettent désormais aux ouvriers et aux patrons de jouer sous le même maillot. Fondé en 1905 sous le nom « Sporting-Club oloronais » par des oloronais du nom de Cazalis, Minvielle et Barraban, le club évoluait au champ Casabonne, à côté de la Gare d'Oloron-Sainte-Marie. Le siège social était au premier étage du Café de Paris, rue de Révol.

### Premier titre

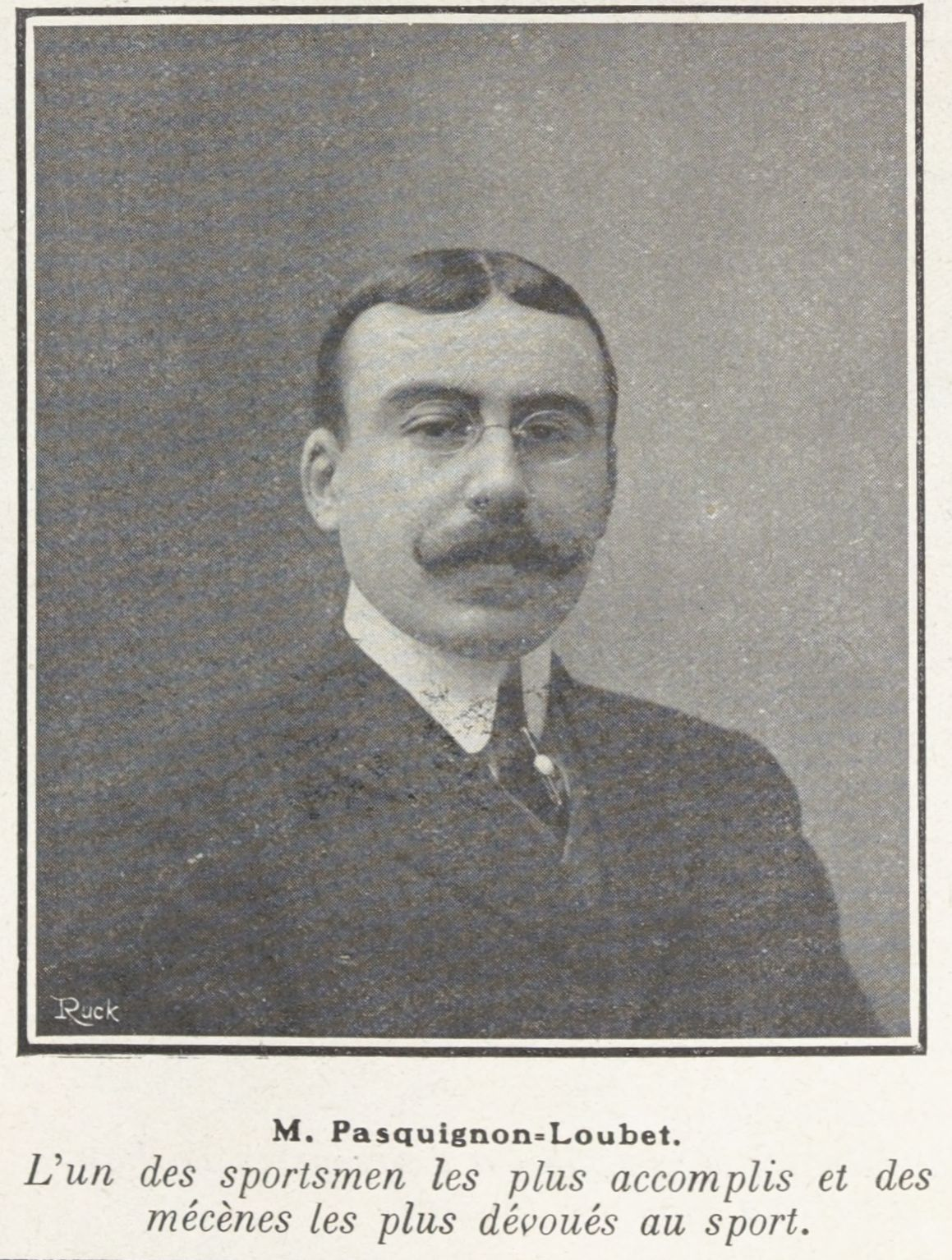
Emile Pasquignon-Loubet

Le FCO déménage alors à côté du Jardin Public (terrain Lambert et Lucbereilh). Le Fécéo, d'ailleurs, jusqu'en 1913, se distingua principalement par des déménagements successifs. Des matches eurent lieu à la prairie Casabonne (Gare), puis au champ Peyré, rue du Soleil.
En 1913, le FCO est désormais présidé par Emile Pasquignon-Loubet, richissime fondateur de la Fédération française de natation et également membre fondateur et honoraire d'un des plus grands clubs de football français du début du XXe siècle, le  Club Français. Le club recrute l'international Maurice Fouchou. Fouchou est  finaliste du Championnat de France de rugby à XV 1908-1909 avec le Stade toulousain,. Natif de Tarbes, Fouchou arrive en provenance du Stadoceste tarbais ,.

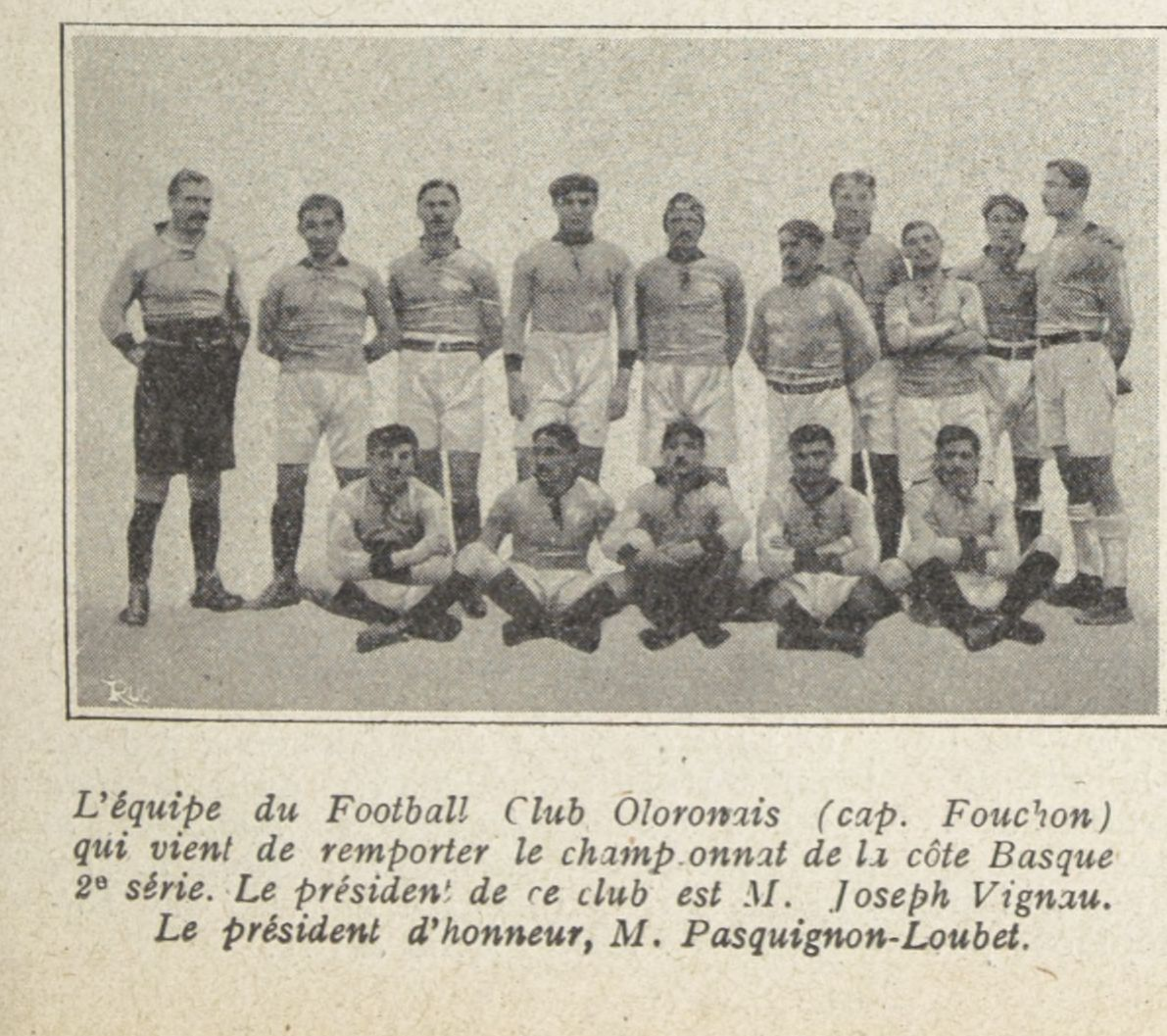
Le FC Oloron en 1914.

Dans son sillage, le club remporte le championnat de la Côte basque de 2e série face au Boucau-Stade à Piquessary, sur le score de 3 à 0 . Les Oloronais, sur la lancée, allèrent en demi-finale du championnat de France et s'inclinèrent à Angoulême. 
Équipe championne :
1. Olivan 2. Grenade  3. Ustarits

4. Ichaz 5. Palacio

6. Laffore 8. Hagolle  7. Fouchou (cap.)

9. Berviller   10. Erbin

11. Salomon 12. Poyheu  13. Cardesse  14. Berviller

15. Cardesse
Cette équipe était surnommée « des instituteurs » parce qu’elle en comptait six dans ses rangs.
La Première Guerre mondiale arrêta les progrès du club en 1e série. Sept des membres « des instituteurs » continuèrent leurs vies professionnelles loin d'Oloron. Bien peu de joueurs du FCO revinrent des champs de batailles. Le président Vignau notamment est touché à l’œil, à la mâchoire et au temporal, mais a survécu. Opéré à vif, Vignau a enduré des années de souffrance et obtient la Légion d'Honneur en 1926. Vignau deviendra malgré tout maire d’Oloron en 1925. Laban, Adolphe Laffore (instituteur, frère de Louis Laffore, 1er secrétaire du club), Camps, les frères Cardesse, Davy, Loubière, Poyeu, Marchand et Milherre perdent la vie au champ d'honneur.

### Entre-deux-guerres
Au sortir de la guerre, le club peine à se restructurer et végète en championnat de Côte basque 2e série. Le F. C. O., en 1917, se voit chargé de préparation militaire et de l'éducation physique, et dès la fin des hostilités reprenait son activité rugbystique.
En 1920, l'arrière Théophile Cambre est le premier international du club. L'année suivante, Cambre signe pour l'Aviron bayonnais, occasionnant une brouille avec son président et le club basque.
En 1926, le F.C.O. change de président. M. Vignau devient président d'honneur et M. Laulhère prend la présidence, secondé par M. Lavigne  et M. Artigarrède, qui passera en 25 ans du secrétariat à la présidence. Les luttes épiques en 2e série avec le Stade nayais, l'US Orthez et Peyrehorade commençaient à passionner le Béarn. En 1929-1930, le club remporte le championnat de Côte Basque, après avoir été obligés de jouer deux fois la finale face à Peyrehorade. L'aventure s'arrête en demi-finale du championnat de France, face à l'AS du Midi à Bordeaux.

Pourtant, le F.C.O. accède ainsi en Première Série, se qualifiant ensuite pour l'Excellence, où il devait rester jusqu'en 1936-1937.

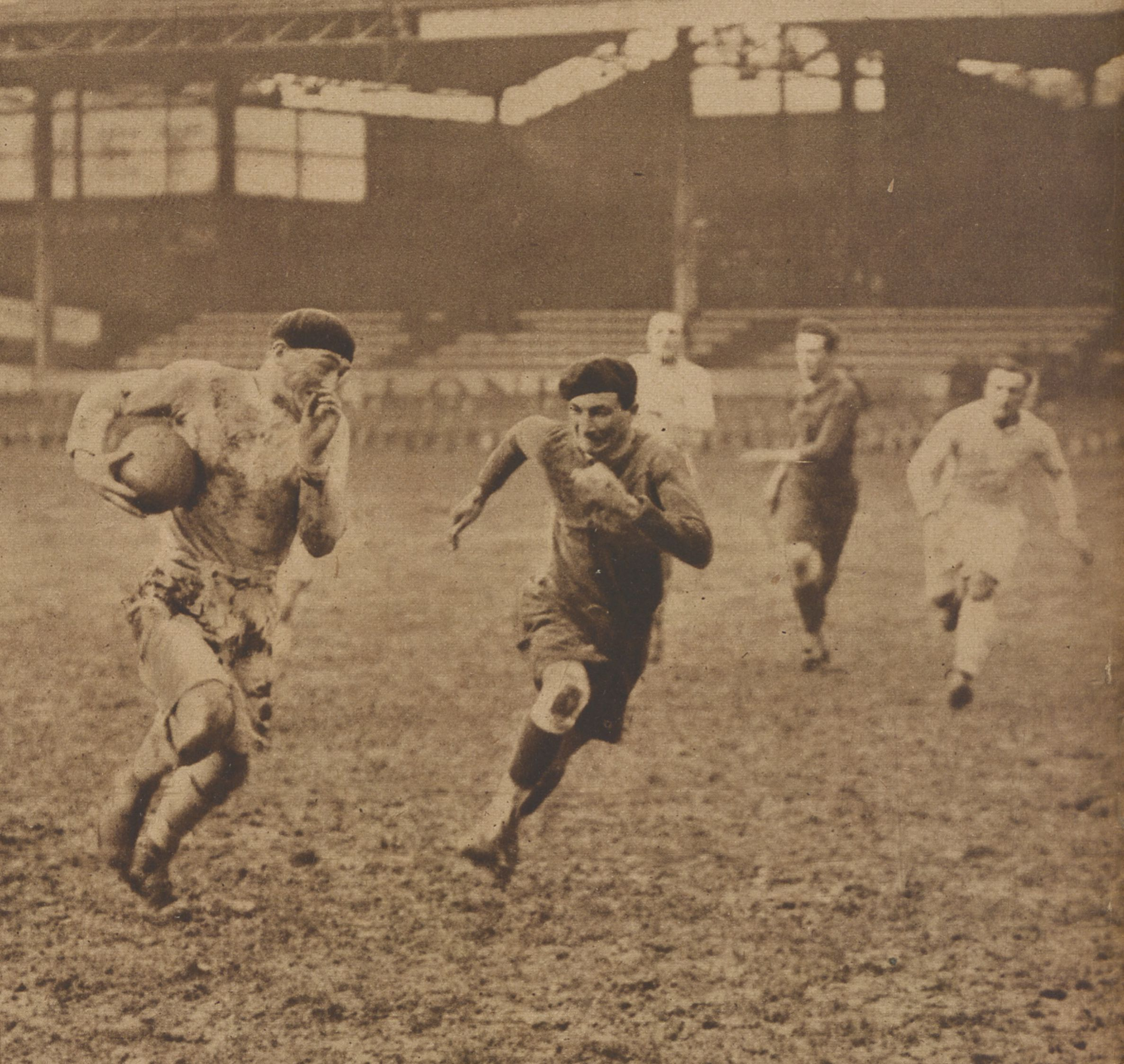
Pierre Geschwind du Racing déborde l'ailier du FCO au Stade Buffalo en 1931
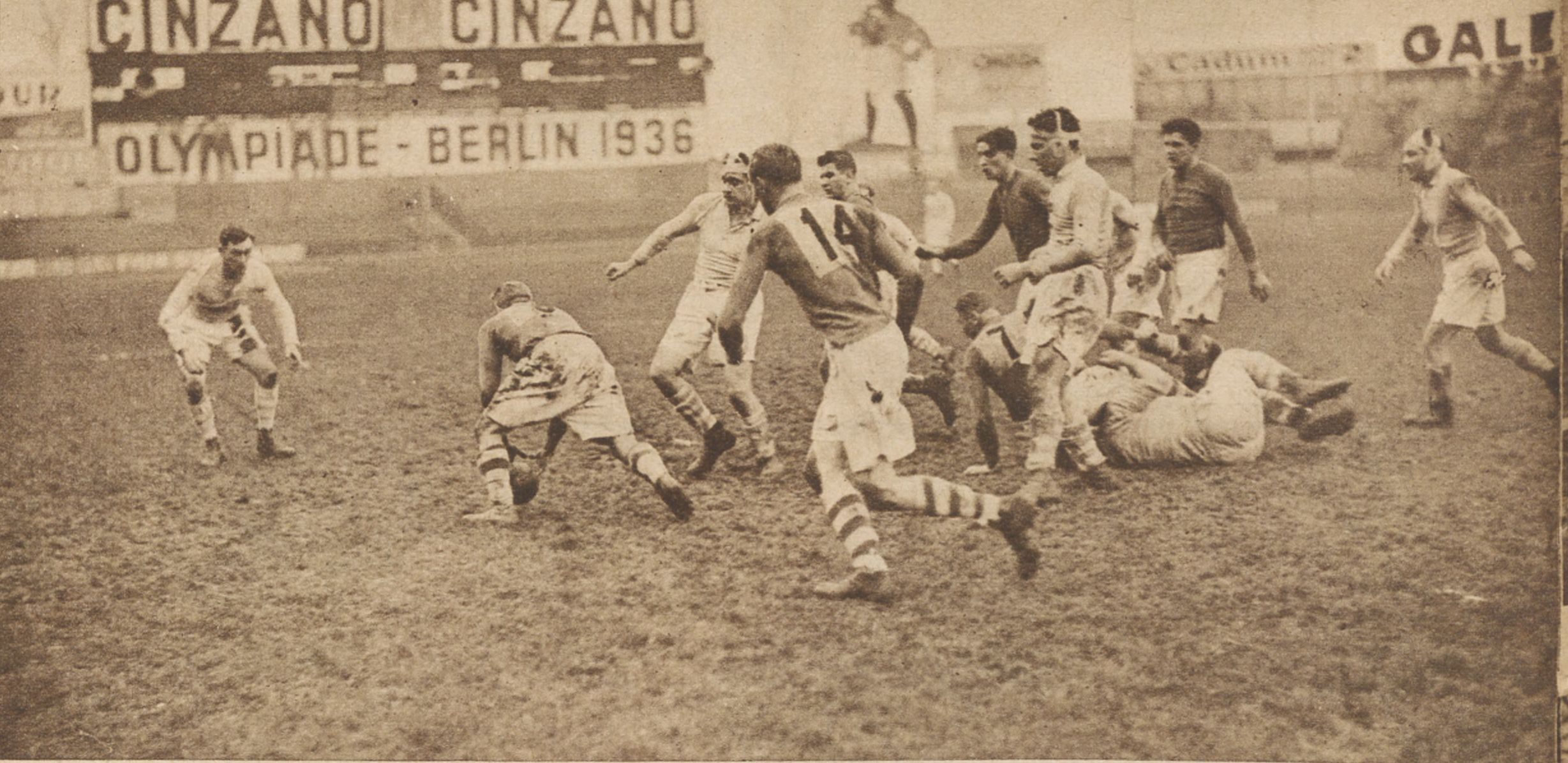
Racing Club de France contre FC Oloron en 1936 au Stade départemental Yves-du-Manoir à Colombes.
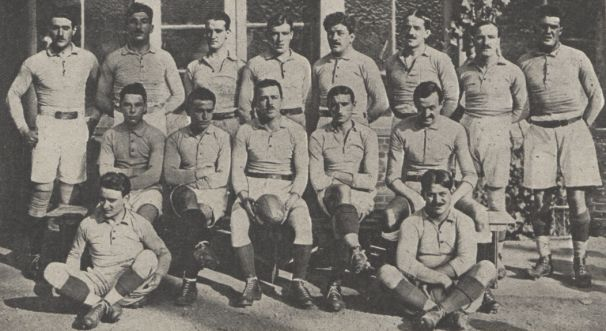
Le XV de France en 1920. Théophile Cambre, premier international du club, assis en bas à droite.
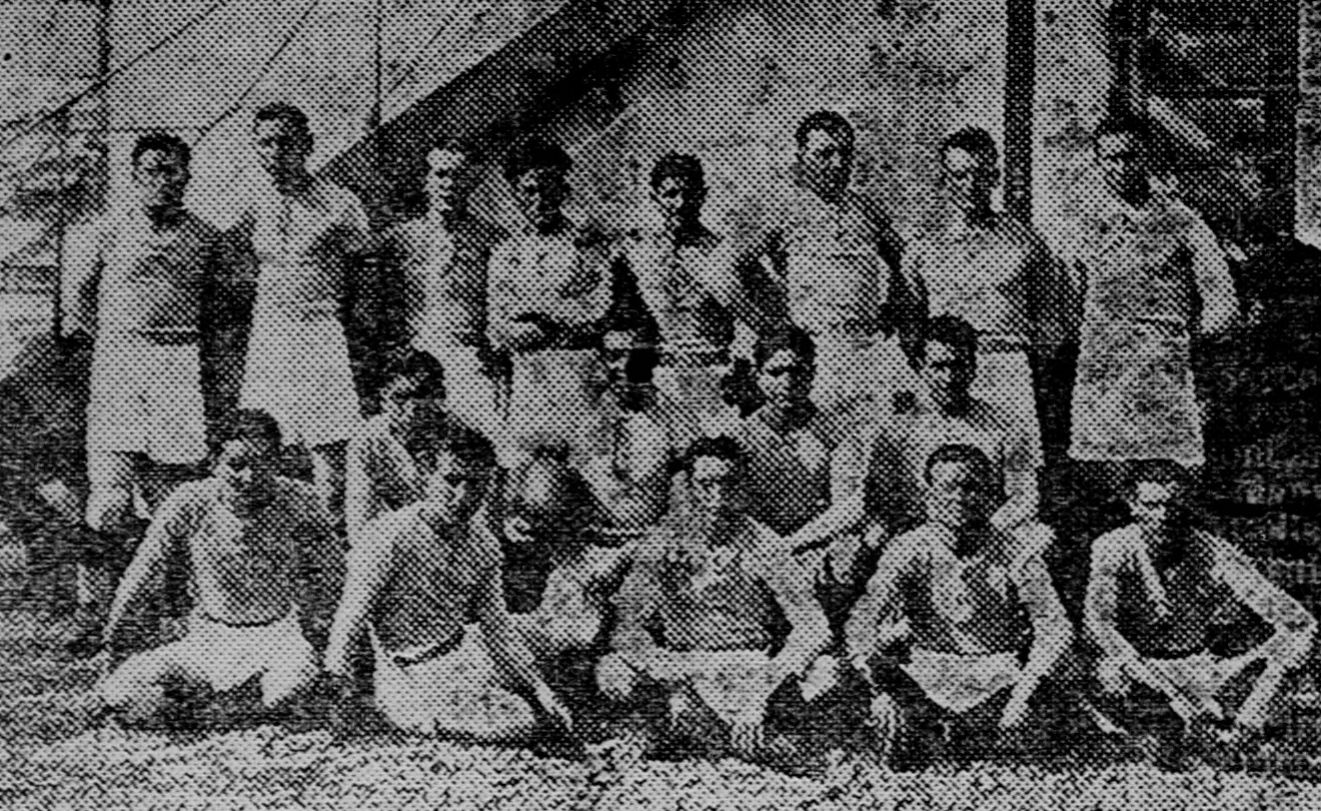
Le FC Oloron en 1927. De gauche à droite, en haut: Handy, Candavan, Gourdou, Barbé, Sanchez, Ichary, Coeillet, Casabonne, Rangée du milieu: Planté, Guimont (cap.), Gazo, Cassagne ; rangée du bas: Loustalot, Laffore, Mazou, Renaud, Chabanne.

### Libération
Le club connait un âge d'or à la fin des années 1940, avec son capitaine Jean Tarascon.
En 1947-1948, la division « Fédérale » était créée, et le FCO dut attendre pour y accéder. Le FC Oloron est reconnu nationalement commune pépiniére de talent, ayant formé des joueurs comme Théophile Cambre, Georges Caussarieu, ou Louis Brané.
En 1949, Le FCO s'incline face au SC Graulhet en finale de 2e division Excellence.
Outre le capitaine Jean Tarascon, on pouvait citer parmi les joueurs emblématiques le deuxième ligne Louis Sargousse, aux côtés des frères Laclau, de Georges Hagolle, Jean-Baptiste Marestin, Cyprien Gazo ou René Palassio. Ces joueurs ont fait partie d'une génération qui a écrit l'un des plus beaux chapitres de l'histoire du club.

### Retour en première division
Le club monte une deuxième fois en première division en 1951 et y reste jusqu'en 1954. En 50-51, le club déjoue les pronostics et atteint les quarts de finale de la Coupe de France de rugby à XV.
Descendu en deuxième division, il est régulièrement qualifié pour les phases finales du Championnat et atteint aussi la finale du Challenge de l'Essor en 1962.
Oloron ne remonte en première division qu'en 1968 alors que l’élite est élargie de 56 à 64 clubs.

### Vainqueur du challenge de l’Essor 1974
Alors redescendu en deuxième division, il enrichit son palmarès avec le challenge de l’Essor en 1974.

### Vainqueur du challenge de l’espérance 1979
Le club connaît son apogée à la fin des années 1970 où il dispute 3 huitièmes de finale en 4 ans en 1976, 1978 et 1979 et remporte aussi le challenge de l'Espérance en 1979.
Cette même année, le deuxième ligne Alain Maleig et le troisième ligne centre Michel Clémente sont sélectionnés en équipe de France.
Le premier participera même à la première victoire de l’équipe de France en Nouvelle-Zélande mais sera muté à Tarbes la saison suivante.

### Dernières saisons dans l’élite du rugby français
En 1980, Oloron voit arriver l’arrière et buteur René Bergès-Cau, ancien international.
Leader de sa poule à la trêve, Oloron termine finalement à la troisième place de son groupe grâce notamment à une victoire sur le terrain du Stade toulousain puis est ensuite éliminé en seizième de finale par Aurillac.
Michel Clémente est classé meilleur troisième ligne centre de la saison par le Midi Olympique.
La saison suivante est marqué par deux derby contre le voisin palois dont un duel très tendu à Pau la 14 septembre 1980 où le deuxième ligne Constant est expulsé par l’arbitre.
Le club termine finalement 5e de son groupe et est à nouveau battu en seizième de finale, par Dax cette fois ci.
En 1982, le club est invité à disputer le prestigieux challenge Yves du Manoir mais perd ses 6 matchs de poules tandis qu’en championnat, il échoue à la 9e place de sa poule après quatre qualifications consécutives.
Le club reste ensuite en groupe A, disputant même un huitième de finale de championnat en 1984 et 3 barrages en 1983, 1985 et 1986.
Ce dernier match de barrage perdu 4-3 contre le Racing CF des Franck Mesnel et Laurent Cabannes envoie Oloron dans le 2e groupe de la première division du championnat car l'élite est réduite à 20 clubs pour préparer la Coupe du Monde.
Relégué en groupe A2 en 1987, Oloron ne parvient pas à remonter en 1988 après la première phase de brassage à 80 clubs.
La même formule est adoptée pour le Championnat 1989 où 80 clubs sont répartis en seize poules de cinq. Les deux premiers de chaque poule (soit 32 clubs) forment alors le groupe A et se disputent le Bouclier de Brennus. Les autres forment alors le groupe B et après une première phase de brassage où il termine troisième derrière Brive et Blagnac et reste en groupe B.
La même formule est adoptée en 1990 et le FCO termine encore troisième de son groupe derrière Montferrand et Hagetmau. Il retrouve ensuite l’élite la saison suivante via une phase de brassage où il devance Voiron et le Lyon OU. Remontée en groupe A, Oloron ne remporte qu'un seul match contre le SBUC pour treize défaites et redescend donc en groupe B.

### Contraintes économiques et déclin du club
Mais les contraintes économiques le restreignent au plus haut niveau amateur et il évolue en groupe B à partir de 1992 qui devient la Fédérale 1 en 2001.

### Champion de France de Nationale 1 2000
Le club est champion de Nationale 1 en 2000 en battant le SC Albi 30 à 23 mais ne peut pas monter en Pro D2 qui passe de 20 à 12 clubs.
Oloron est encore finaliste en 2005, battu 22-40 par l'US Colomiers mais ne peut là encore pas monter car l'élite est réduite de 16 à 14 clubs et il n'y a donc qu'un seul promu entre la Fédérale 1 et la Pro D2.
En 2010, le président Pierre Clède, connu jusqu'alors pour sa gestion du Pau Football Club, passe la main à Françoise Othats-Pontacq et Georges Vignau-Loustau.
En 2021-2022, malgré les contraintes financières, l'objectif du club reste l'accession à la future Nationale 2, qui remplacera la Fédérale 1.
Présent sans interruption en Fédérale 1 depuis la création de cette division en 1992, le FC Oloron est un des rares clubs à pourvoir se targuer de cet exploit, avec l'US Tyrosse, le RCAubenas ou l'US Romans-Péage.

### Refus accession en Nationale 2
À l'issue de la saison de Fédérale 1 et de sa défaite en barrage d'accession en Nationale 2 face à l'Olympique marcquois rugby, le club oloronais décline l'invitation de la FFR de remplacer le SC Pamiers dans cette nouvelle division.
En effet, les côuts de fonctionnement et de déplacements ne permettraient pas au club de boucler son budget. En effet, si l'accession en Nationale 2 était l'objectif du club en début de saison, les dirigeants du club révisent leur copie en prenant en connaissance les détails financiers. Le président Serena demande notamment une participation des acteurs majeurs de l'économie local Lindt et Safran, afin de péréniser le club.

## Identité visuelle

### Logo

Évolution du logo
Ancien logo.
Ancien logo.
Ancien logo.
Logo actuel.

## Palmarès
- Championnat de France de Nationale 1 :
  - Champion (1) : 2000.
  - Vice-champion (1) : 2005.
- Challenge de l'Espérance :
  - Vainqueur (1) : 1979
  - Finaliste (1) : 2012

## Bilan saison par saison
Le tableau ci-dessous récapitule le bilan sportif du club.

## Joueurs et personnalités du club

### Entraîneurs
| Entraineurs du FC Oloron \| Période \| Pays \| Nom \| \| ----------------- \| ---- \| ----------------------------------------- \| \| 2008-2010 \| \| Philippe Ebel \| \| 1978-1980 \| \| David Laperne \| \| décembre 2017 \| \| Stéphane Da Rocha \| \| 1978-1980 \| \| David Laperne \| \| 2017-2018 \| \| Laurent Dossat et Christophe Saint-Macary \| \| janvier 2018-2019 \| \| Philippe Ebel & Pierre Chadebech \| \| 2019-2021 \| \| Stéphane Zampar & Pierre Chadebech \| \| 2021-2022 \| \| Benjamin Bagate et Thomas Synaeghel \| |      |                                           |
| Période | Pays | Nom                                       |
| 2008-2010 |      | Philippe Ebel                             |
| 1978-1980 |      | David Laperne                             |
| décembre 2017 |      | Stéphane Da Rocha                         |
| 1978-1980 |      | David Laperne                             |
| 2017-2018 |      | Laurent Dossat et Christophe Saint-Macary |
| janvier 2018-2019 |      | Philippe Ebel & Pierre Chadebech          |
| 2019-2021 |      | Stéphane Zampar & Pierre Chadebech        |
| 2021-2022 |      | Benjamin Bagate et Thomas Synaeghel       |

### Joueurs internationaux
| Joueurs internationaux du FC Oloron \| Rang \| Pays \| Nom \| Période \| Sélections sous le maillot du FCO \| Sélections totales \| Poste \| \| ---- \| ---- \| ---------------- \| --------- \| --------------------------------- \| ------------------ \| ----- \| \| 1 \| \| Théophile Cambre \| 1920-1920 \| Arrière \| 3 \| 4 \| \| 2 \| \| Michel Clémente \| 1978-1980 \| Troisième ligne centre \| 3 \| 3 \| \| 3 \| \| Alain Maleig \| 1979-1980 \| Troisième ligne centre \| 3 \| 7 \| |      |                  |           |                                   |                    |       |
| Rang | Pays | Nom              | Période   | Sélections sous le maillot du FCO | Sélections totales | Poste |
| 1 |      | Théophile Cambre | 1920-1920 | Arrière                           | 3                  | 4     |
| 2 |      | Michel Clémente  | 1978-1980 | Troisième ligne centre            | 3                  | 3     |
| 3 |      | Alain Maleig     | 1979-1980 | Troisième ligne centre            | 3                  | 7     |

### Joueurs emblématiques
- Serge Raballo
- René Traille
- David Laperne
- Eugène Ruiz
- Jean-Baptiste Doumecq
- Sébastien Tillous-Borde
- Thibault Lassalle
- Jean François Sotteau
- Georges Caussarieu
- Robert Barran
- Robert Scohy
- Jean Tarascon
- Louis Brané
- Clément Andrinople
- René Bergès-Cau
- André Micq-Jouande
- Joseph Ilharreguy
- Stéphan Vitalla
- Jean-Philippe Versailles
- Charly Chantereau-Morais
- Jean-Baptiste de Clercq
- Nicolae Dragoș Dima
- Sorin Socol
- Jeremy Tomuli

## Rivalités
Oloron entretenait une très forte rivalité avec son voisin palois depuis la fondation du club en 1903. C'est le derby du Béarn, disputé entre la capitale du Haut-Béarn et celle du Béarn. Dans les années 1970 et au début des années 1980, les deux évoluaient dans l'élite et les rencontres étaient tendues, telle que celle de Pau le 14 septembre 1980 .
Enfin, le Sport athlétique mauléonais est l'autre grand rival du FC Oloron, les capitales du Haut-Béarn et de la Soule n'étant distantes que de 30 kilomètres. Le premier match a eu lieu en 1909 au champ Casabonne devant 500 personnes,.
Dans les années 1920 et 1930, les rivaux du club étaient le Stade nayais, le Béarn Sporting Club, l'US Orthez et Peyrehorade Sports.

## Structures sportives

### Stade de Saint-Pée
Le stade de Saint-Pée est le stade où le club dispute ses rencontres à domiciles depuis la fin des années 1920. La tribune historique offrait 2000 places assises.
En 2010, l'architecte oloronais Vincent Fabre a travaillé au réaménagement des grandes tribunes, pour un budget total de 500 000 €.
Les travaux sont menés en 2011, avec le percement d'un tunnel pour l'entrée des joueurs.
Cependant, la tribune principale d'une capacité de 1 600 places est détruite par les flammes en 2017. LA tribune rouvre en 2019.
Après 6 années de dérogation, celui-ci a été mis aux normes pour la saison 2021-2022.

### Centre d'entrainement

#### Seniors
Le FCO dispose d’un stade complètement remis aux normes, après l'incendie de 2017. La main courante entourant le terrain a été grillagée. Tous les obstacles situés à moins de 3,50 mètres des lignes de touche ont également été retirés. Au stade de Saint-Pée, le FC Oloron dispose d'une salle de musculation et de la piscine.

#### Jeunes
Le club dispose d'un centre d’entraînement labellisé qui permet de former les lycéens de Supervielle et Guynemer d'Oloron.

## Autres sections du club omnisports

### FC Oloron Béarn
Dès les années 1910, les trois quartiers d'Oloron sont représentés par des équipes de patronages.
Le quartier Sainte-Marie est représenté par l'Avant-Garde de Saint-Grat et son équipe de la Samaritaine. Sainte-Croix, en raison de sa position surplombant la ville opte pour le surnom Les Isards, qui deviendront l'Union Oloronaise. Enfin, Notre-Dame est représentée par La Jeanne d'Arc d'Oloron.
Sainte-Marie évoluait sur le terrain Peyre, faisant face à l'actuelle école Saint-Cricq. Sainte-Croix disputait ses matches à la prairie Bitète, puis sur le terrain Dabadie, situé au bord du gave d'Ossau. Notre-Dame évoluait à la prairie des Barats.
À partir de 1960, l'Église se désengage des patronages et la section football de la JAO et des Isards disparaissent.
En 1970, Jean-Claude Mora, en accord avec le maire Guy Ebrard, devient le premier président du FC Oloron à la suite de la fusion des trois patronages de la ville, l'Avant-Garde de Saint-Grat, l'Union oloronaise de Sainte-Croix et la JAO de Notre-Dame.
Le club de football fait l'objet d'une liquidation judiciaire en mai 2017,,. Le club renait sous l'appellation « FC Oloron Béarn » avec pour devise « Force et honneur », et est autorisé à repartir en Régionale 4, qui devient la Départementale 1.
En 2021, quatre saisons après le redémarrage, et malgré la pandémie de Covid-19, le FCO Béarn a réussi à se relever et compte près de 400 licenciés, grâce au travail de Jean-Marie Gruel. Désormais entrainé par Nicolas Cami, le club ambitionne de retrouver les ligues régionales.
Esteban Salles y a débuté, avant de partir au Pau FC.
Gaëtan Belaud retourne au club en 2021, après 328 matches professionnels (dont 296 en Ligue 2).